# Jared Emerson-Johnson
Jared Nathaniel Emerson-Johnson (San Francisco, 13 ottobre 1981) è un compositore statunitense di musica per videogiochi, nonché progettista del suono e doppiatore.
È conosciuto soprattutto per aver composto la colonna sonora del videogioco The Walking Dead e di molti altri titoli di Telltale Games.